# Прити Прери (Канзас)
Прити Прери (енгл. Pretty Prairie) град је у америчкој савезној држави Канзас.

## Демографија
По попису из 2010. године број становника је 680, што је 65 (10,6%) становника више него 2000. године.
| Група             | 2000.       | 2010.       |
| Белци             | 602 (97,9%) | 645 (94,9%) |
| Афроамериканци    | 0 (0,0%)    | 1 (0,1%)    |
| Азијати           | 0 (0,0%)    | 1 (0,1%)    |
| Хиспаноамериканци | 10 (1,6%)   | 21 (3,1%)   |
| Укупно            | 615         | 680         |